# Peter Peet Silvester
Peter Peet Silvester (Tallinn, Estônia, 25 de janeiro de 1935 — Victoria, Colúmbia Britânica, Canadá, 11 de outubro de 1996) foi um engenheiro elétrico canadense nascido na Estônia. Contribuiu para o entendimento da análise numérica de campos eletromagnéticos e foi autor/co-autor de diversos artigos técnicos e livros textos de referência sobre o assunto. Foi um dos pesquisadores pioneiros na aplicação da metodologia dos elementos finitos na Engenharia Elétrica, tendo sido por diversos anos, professor notável com excelente didática na Universidade McGill de Montreal/Canadá.   

## Obras
- Peter P. Silvester, M. V. K. Chari, Finite Elements in Electrical and Magnetic Field Problems, John Wiley & Sons Inc, 1980. ISBN 0-471-27578-6
- Peter P. Silvester, Ronald L. Ferrari, Finite Elements for Electrical Engineers, 1ed, Cambridge University Press, 1983.
- Peter P. Silvester, D. A. Lowther Computer-Aided Design in Magnetics, Berlin, Springer-Verlag, 1986
- Peter P. Silvester, Ronald L. Ferrari, Finite Elements for Electrical Engineers, 2ed, Cambridge University Press, 1990.
- Peter P. Silvester, Giuseppe Pelosi, Finite Elements for Wave Electromagnetics, IEEE Press, New York, 1994, ISBN 0-7803-1040-3
- Peter P. Silvester, Tatsuo Itoh, Giuseppe Pelosi, Finite Element Software for Microwave Engineering, Wiley-Interscience, 1996, ISBN 0-471-12636-5
- Peter P. Silvester, Institution of Electrical Engineers (Corporate Author), Universidade de Florença (Corporate Author), Software for Electrical Engineering Analysis and Design III, Computational Mechanics, 1996, ISBN 1-85312-395-1
- Peter P. Silvester, Ronald L. Ferrari, Finite Elements for Electrical Engineers, 3ed, Cambridge University Press, 1996.